# Erling Sivertsen
Erling Sivertsen (* 21. Dezember 1904 in Tromsø; † 16. November 1989 in Trondheim) war ein Karzinologe  und Zoologe aus Norwegen.
Nach dem Studium begann er seine wissenschaftliche Arbeit 1923 in seiner Geburtsstadt am Tromsø-Museum, um 1938 als Kurator nach Trondheim an das dortige naturkundliche Museum der königlichen Gesellschaft der Wissenschaften (Det Kongelige Norske Videnskabers Selskab) zu wechseln, zu dessen Direktor er später aufstieg. Am norwegischen Lehrer-Collegium erhielt er parallel eine Professur. 1935 war er Teilnehmer einer norwegischen Expedition ins östliche Grönland und 1937/38 zu einer Expedition in den Südatlantik. Dort war er der erste Zoologe, der die marine Welt von Tristan da Cunha im Einflussgebiet der Antarktis systematisch erforschte und den Lebenskreislauf des Tristan-Languste (Jasus tristani) erschloss.
Im Laufe seines Lebens wurden aufgrund seiner zahlreichen Schüler diverse Arten nach ihm benannt:
- Hypodontolaimus sivertseni, Allgén, 1951, aus der Klasse der Fadenwürmer (Nematoda)
- Pycnogonum sivertseni, Stock, 1955 aus der Klasse der Asselspinnen (Pycnogonida).
- Thoracostoma sivertseni, Allgén, 1957, aus der Familie Kurole (Leptosomatidae)
- Zalutschia sivertseni, AAGAARD, 1979

Andere Benennungen nahm er selbst richtungsweisend vor, nachdem er im Museum von Oslo die von dem norwegischen Expeditionsschiff MK Norvegia zwischen 1928 und 1929 gesammelten Schädel und Exponate neu untersuchte bzw. klassifizierte.
- Zalophus wollebaeki , 1953, Galápagos-Seelöwen aus der Familie der Ohrenrobben (Otariidae)

## Werke (Auswahl)
- Erling Sivertsen: On the Biology of the Harp Seal Phoca Groenlandica Erxl, Investigations carried out in the White sea 1925-1937, with a Norwegian preface by the Sealing commission. With 41 figures in the text and 11 plates, I kommisjon hos Jacob Dybwad : Oslo 1941
- Erling Sivertsen: Fishes of Tristan da Cunha : with remarks on age and growth based on scale readings, I kommisjon hos Jacob Dybwad : Oslo 1945
- Erling Sivertsen: A survey of the eared seals (family Otariidae) with remarks on the Antarctic seals collected by M/K "Norvegia" in 1928-1929, I kommisjon hos Jacob Dybwad : Oslo 1954
- Erling Sivertsen, L. B. Holthuis: The Marine Isopod Crustacea of the Tristan Da Cunha Archipelago, the Royal Norwegian Society of Sciences and Letters, the Museum, 1980, ISBN 8-27126-211-4